# Giovanni Francesco Zulatti
Pour les articles homonymes, voir Zulatti.
Giovanni Francesco Zulatti (né en 1762 à Lixouri, sur l’île grecque de Céphalonie, dans les Îles Ioniennes et mort au mois de décembre 1805) est un médecin italien de la fin du XVIIIe et du début du XIXe siècle.

## Biographie
Fils d'Angelo Zulatti, Giovanni Francesco Zulatti, parcourut, comme son père, la carrière médicale avec distinction. Il fit plusieurs voyages, notamment en Grèce, et, en 1796, fut nommé gouverneur de l'île d'Ithaque, poste qu'il remplit jusqu'à l'annexion des îles Ioniennes par les Français, qui le nommèrent médecin en chef de l'hôpital militaire de Corfou. 
Ces dernières fonctions lui furent au surplus conservées par les Russes, et même Zulatti eut part à la nouvelle organisation de la République des Sept-Îles sous le protectorat de la Russie, en 1803. L'empereur Alexandre le nomma conseiller de cour.

## Œuvres
On doit à Giovanni Francesco Zulatti quelques écrits :
1. Della forza della Musica nelle passioni, nei costumi e dell’ uso medico del ballo (Venise, 1787) (OCLC 76788046)
2. Saggio délia virtù febbrifuga dell ipocastano ;
3. Saggio sopra alcuni fenomeni délia peste, la natura del contagio, e le cause rimote più efficad dette febbri. On trouve dans ce traité les preuves d'une véritable érudition et d'utiles observations sur les mesures d'hygiène générale qu'on doit opposer au développement du fléau.
4. Dei danni che recano ail' agricoltura del isola di Cefalonia lo smembramento, la dispersione e la lontananza deipoderi, e de' mezzi di promuoverne l'unione, 1794. Zulatti s'occupa aussi de l'influence que peuvent exercer sur les malades la musique et la danse.

## Sources
- « Giovanni Francesco Zulatti », dans Louis-Gabriel Michaud, Biographie universelle ancienne et moderne : histoire par ordre alphabétique de la vie publique et privée de tous les hommes avec la collaboration de plus de 300 savants et littérateurs français ou étrangers, 2e édition, 1843-1865 [détail de l’édition]